# Преобразователь электрической энергии

Зарядное устройство телефона, один из примеров понижающего импульсного преобразователя.

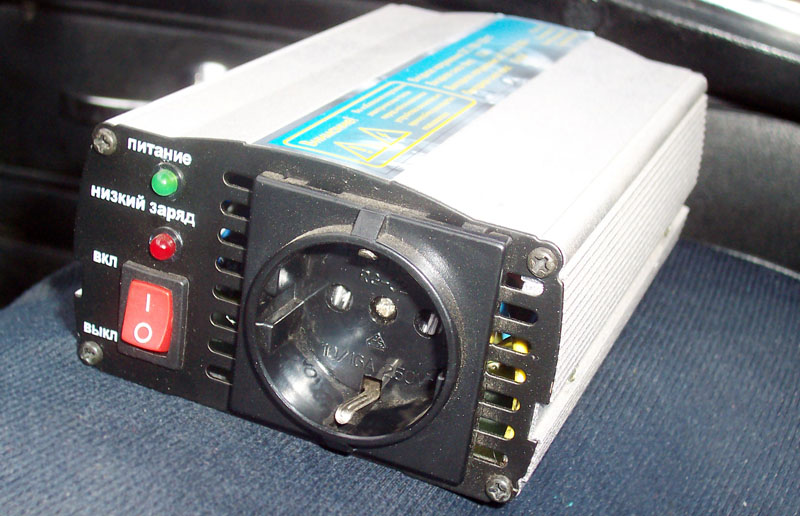
Пример повышающего преобразователя, — автомобильный инвертор. Преобразует постоянное напряжение бортовой сети (12 В) в переменное 220 В.

Преобразователь электрической энергии — электротехническое устройство, преобразующее электрическую энергию с одними значениями параметров и/или показателей качества в электрическую энергию с другими значениями параметров и/или показателей качества. Для реализации преобразователей широко используются полупроводниковые приборы, так как они обеспечивают большой КПД.

## История развития
При начале практического использования электрической энергии (1880-е) возникла проблема преобразования энергии.
| Период использования                                      | Компонентная база                                                                                       | Особенности |
| --------------------------------------------------------- | --- | --- |
| 1880-е — 1990-е                                           | Двигатель-генератор (умформер) До сих пор находят применение (например, динамотор), хотя и ограниченное | + Малый коэффициент нелинейных искажений + Большой КПД + Большие мощности + Возможность преобразования постоянного тока + Стойкость к коротким замыканиям, перегрузкам, перенапряжениям — Материалоёмкость - Сложность ремонта и обслуживания - Наличие подвижных изнашивающихся частей - Шум и вибрации — Малый коэффициент мощности                                   |
| 1880-е — настоящее время                                  | Трансформаторы                                                                                          | + Большая надёжность + Больший КПД + Большие мощности - Большие габариты при малых частотах - Невозможность преобразования постоянного тока |
| 1930—1970-е В настоящее время практически не используются | Ионные приборы (игнитрон)                                                                               | +Большая преобразуемая мощность (по этому показателю устройства на ионных приборах до сих пор не превзойдены полупроводниковыми) +Стойкость к коротким замыканиям и перенапряжениям -Хрупкость корпусов (стекло, керамика) -Мощные ионные приборы наполнены парами ртути. В случае аварии высок риск загрязнения окружающей среды -Длительное время подготовки к работе |
| 1960-е — настоящее время                                  | Полупроводниковые диоды, тиристоры и транзисторы                                                        | + Компактность + Бесшумность + Лёгкость и гибкость управления - Потери мощности в ключах - Искажения и помехи в сетях |

Зачастую появление новых приборов не устраняет необходимости использовать ряд приборов, прежде существовавших. Например, многие полупроводниковые приборы используют трансформаторы, но в более выгодном высокочастотном диапазоне. В результате устройство приобретает преимущества и тех, и других.

Использование п-п инверторов для управления умформерами позволяет устранить коллекторы и щётки. Это снижает потери омические и на трение. Сами инверторы тоже могут быть меньшей мощности, например, при использовании машин двойного питания, потери — меньше, а качество преобразования энергии — гораздо больше.

## Функции преобразователей
- Преобразование
- Преобразование и регулирование
- Преобразование и стабилизация

## Классификация

### По характеру преобразования
|                   |                   |                   |                   |                   |                   |  |  |                 |                 | Преобразователи |                 |                 |                 |  |  |                                           |                                           |                                           |                                           |                                           |                                           |  |  |                                                             |                                                             |                                                             |                                                             |                                                             |                                                             |  |  |  |  |  |  |
|                   |                   |                   |                   |                   |                   |  |  |                 |                 |                 |                 |                 |                 |  |  |                                           |                                           |                                           |                                           |                                           |                                           |  |  |                                                             |                                                             |                                                             |                                                             |                                                             |                                                             |  |  |  |  |  |  |
|                   |                   |                   |                   |                   |                   |  |  |                 |                 |                 |                 |                 |                 |  |  |                                           |                                           |                                           |                                           |                                           |                                           |  |  |                                                             |                                                             |                                                             |                                                             |                                                             |                                                             |  |  |  |  |  |  |
| Выпрямители ≈ → = | Выпрямители ≈ → = | Выпрямители ≈ → = | Выпрямители ≈ → = | Выпрямители ≈ → = | Выпрямители ≈ → = |  |  | Инверторы = → ≈ | Инверторы = → ≈ | Инверторы = → ≈ | Инверторы = → ≈ | Инверторы = → ≈ | Инверторы = → ≈ |  |  | Преобразователи частоты и числа фаз ≈ → ≈ | Преобразователи частоты и числа фаз ≈ → ≈ | Преобразователи частоты и числа фаз ≈ → ≈ | Преобразователи частоты и числа фаз ≈ → ≈ | Преобразователи частоты и числа фаз ≈ → ≈ | Преобразователи частоты и числа фаз ≈ → ≈ |  |  | Напряжения = → = инвертор + выпрямитель ≈ → ≈ Трансформатор | Напряжения = → = инвертор + выпрямитель ≈ → ≈ Трансформатор | Напряжения = → = инвертор + выпрямитель ≈ → ≈ Трансформатор | Напряжения = → = инвертор + выпрямитель ≈ → ≈ Трансформатор | Напряжения = → = инвертор + выпрямитель ≈ → ≈ Трансформатор | Напряжения = → = инвертор + выпрямитель ≈ → ≈ Трансформатор |  |  |  |  |  |  |

#### Выпрямители
Выпрямитель — устройство, предназначенное для преобразования энергии источника переменного тока в постоянный ток.

#### Инверторы
Инвертор — устройство, задача которого обратна выпрямителю, то есть преобразование энергии источника постоянного тока в энергию переменного тока.
Инверторы подразделяются на два класса: ведомые сетью (зависимые) и автономные.

##### Зависимые инверторы
Ведомые инверторы преобразуют энергию источника постоянного тока в переменный с отдачей её в сеть переменного тока, то есть осуществляют преобразование, обратное выпрямителю.

##### Автономные инверторы
Автономные инверторы — устройства, преобразующие постоянный ток в переменный с неизменной или регулируемой частотой и работающие на автономную (не связанную с сетью переменного тока) нагрузку.
В свою очередь автономные инверторы подразделяются на:
- АИН
- АИТ
- АИР

#### Преобразователи частоты
Преобразователь частоты — вторичный источник электропитания, вырабатывающий переменный электрический ток с частотой, отличной от частоты тока исходного источника.

#### Преобразователи напряжения
- блоки питания:
  - импульсные источники питания
  - источники бесперебойного питания
- трансформаторы напряжения

### По способу управления
1. Импульсные (на постоянном токе)
2. Фазовые (на переменном токе)

### По типу схем
- Нулевые, мостовые
- Трансформаторные, бестрансформаторные
- Однофазные, двухфазные, трёхфазные…

### По способу управления
- Управляемые
- Неуправляемые